# Aeropuerto Juana Azurduy de Padilla
El aeropuerto Juana Azurduy de Padilla fue la estación aérea que sirvió a la ciudad de Sucre, Bolivia. Se encuentra en el sudeste del país, en el departamento de Chuquisaca, a 5,9 km al noroeste de la ciudad.
Para el 2010 se consideraba que el aeropuerto no satisfacía las necesidades actuales de la ciudad de Sucre, que aspiraba a convertirse en un gran centro turístico. Además, había preocupación por la cercanía de un cerro, que dificultaba las maniobras de aterrizaje. Es por ello que las autoridades de Sucre planearon la construcción de una nueva estación aérea en Alcantarí, que tendría categoría internacional y podría recibir aeronaves de gran porte. 
Debido a su elevada altitud (2.904 m s. n. m.) muchos viajeros que arriban a él experimentan el llamado mal de altura. Son también muchos quienes utilizan este aeropuerto con el fin de viajar a la cercana ciudad de Potosí, ya que dicha ciudad no cuenta con una aeroestación capaz de recibir aviones de gran tamaño. 
En fecha 13 de mayo de 2016 dicho aeropuerto realizó su último vuelo comercial y dar paso al nuevo Aeropuerto Internacional de Alcantarí

## Aerolíneas y destinos

### Aerolíneas que cesaron operación
| Aerolíneas            | Destinos                                            |
| --------------------- | --------------------------------------------------- |
| Amaszonas             | La Paz, Santa Cruz de la Sierra-Viru Viru           |
| Boliviana de Aviación | Cochabamba, La Paz, Santa Cruz de la Sierra, Tarija |
| Ecojet                | Cochabamba, Santa Cruz de la Sierra-Viru Viru       |